# Dusona augasma
Dusona augasma là một loài tò vò trong họ Ichneumonidae.